# Estabilizador (aviação)

Conjunto de estabilizadores num avião.

O rudder (também conhecido como estabilizador vertical) é uma estrutura aerodinâmica móvel incluída na empenagem do avião, cujo objectivo é controlar a estabilidade longitudinal (arfagem) e direcional (guinada). O estabilizador pode conter mais uma parte móvel chamada de profundor.
Alguns aviões apresentam apenas 2 estabilizadores em diagonal que, combinados, controlam a eestabilidade longitudinal e direcional ao mesmo tempo, esse tipo de avião tem cauda chamada v-tail. A estabilização também pode ser conseguida através de outros tipos de asa como canard, ou tandem ou aviões sem cauda.

## Tipos de estabilizador

### Estabilizador Vertical

Estabilizador vertical é leme de direção.

O leme de direcção (designado em inglês por rudder), é uma estrutura móvel fixada no estabilizador Vertical que controla o movimento do avião para a esquerda ou direita. O controlo deste estabilizador é efectuado pelo piloto através dos pedais situados debaixo do painel de instrumentos.

### Estabilizador Horizontal

Estabilizador horizontal é leme de profundidade.

O leme de profundidade (designado em inglês por elevator), é uma estrutura móvel fixada no estabilizador Horizontal que controla o movimento do avião para cima ou para baixo, ou a sua subida ou descida. O controlo deste estabilizador é efectuado empurrando (movimento de descida do avião), ou puxando (movimento de subida do avião), a manche.